# ピエトロ・チャフェーリ
ピエトロ・チャフェーリ (Pietro Ciafferi)、ないし、チャフェーロ (Ciaffero)、別名ロ・スマルギャッソ (Lo Smargiasso)は、1600年ころピサに生まれ、ルイジ・ランツィによれば、1654年までは活動していたとされる。彼はフィレンツェ派に属し、海にまつわる主題や港の風景などを描いたが、これはリヴォルノに居住して、自然を観察できたことが役立っていた。その作品は完成度が高く、小さく描き込まれた人物も正確に描かれている。チャフェーリはまた、建築を遠近法で描くことも、宗教的な主題を描くこともあった。作品の大部分は、ピサとリヴォルノに残されている。彼が描いた『Ecce Homo』は、フィレンツェのピッティ宮殿に飾られている。

## 作品

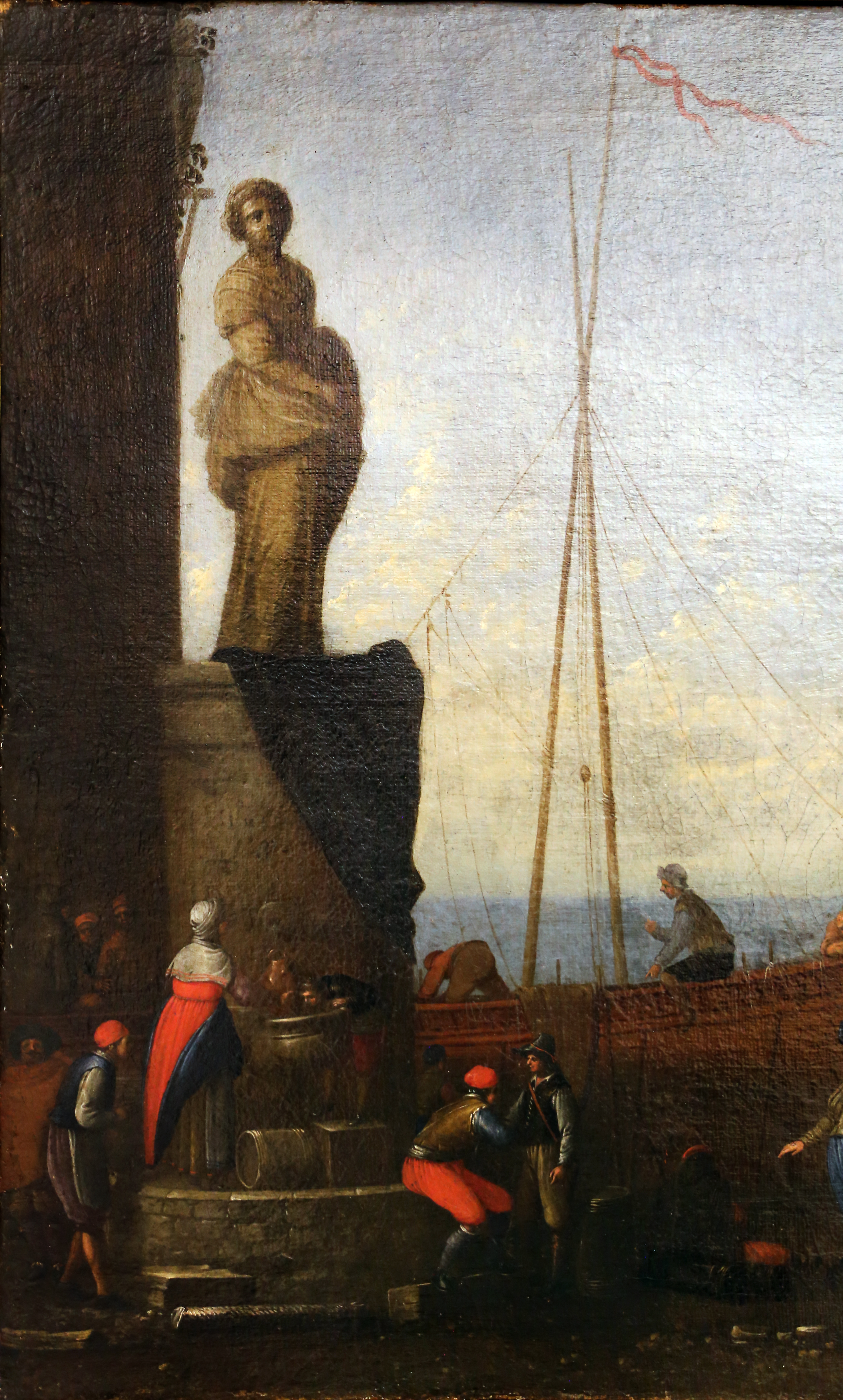
リボルノの港
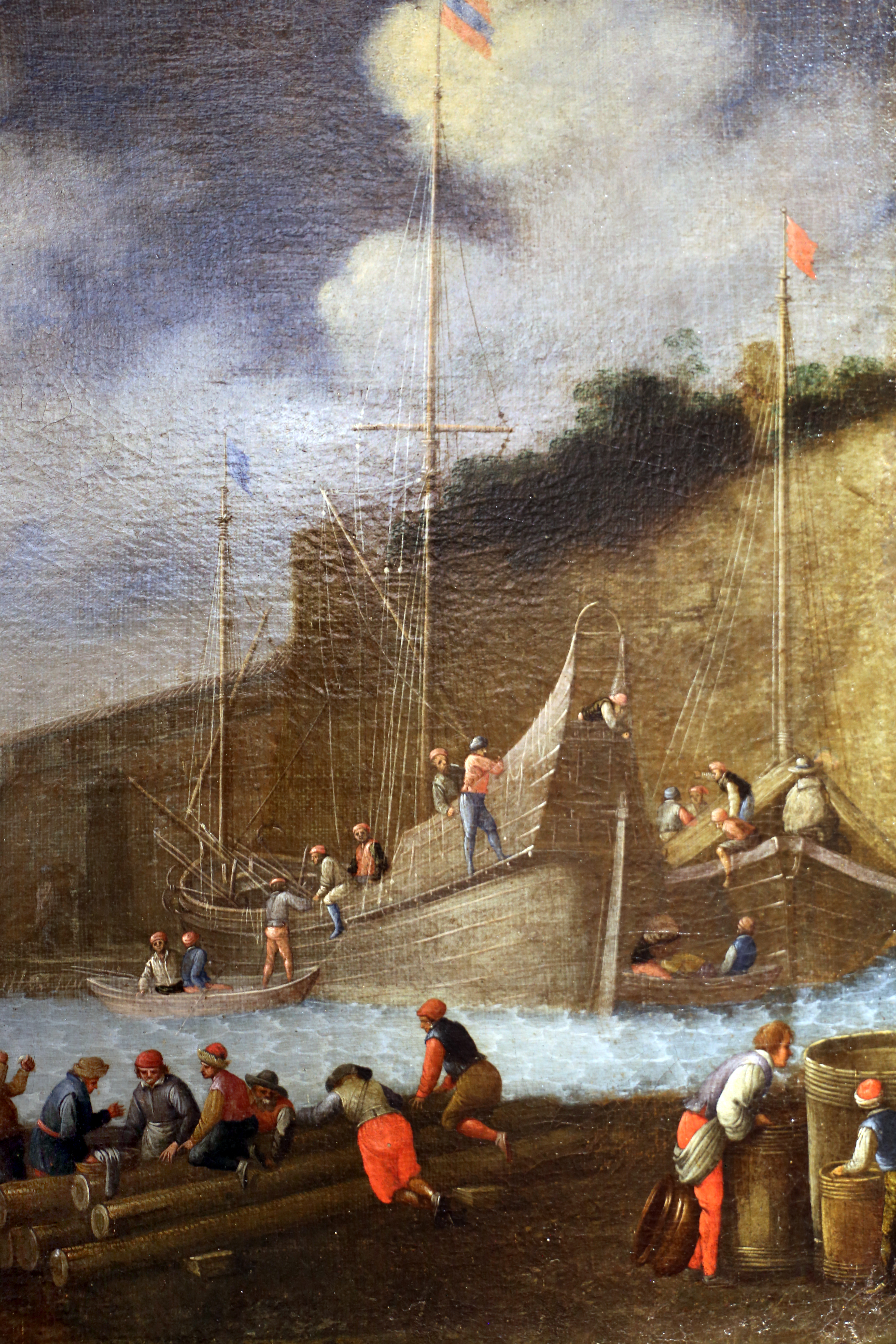
リボルノの港